# Infiel (canção)
"Infiel" é uma canção da cantora e compositora brasileira Marília Mendonça. A faixa, que não chegou a ser lançada como single, foi apresentada em videoclipe em 25 de julho de 2015 e relançada pela gravadora Som Livre em 2016.

## Composição
Escrita por Marília Mendonça, "Infiel" foi baseada num caso de traição vivido por Cristiane Dias, tia da cantora, que soube do ato por confissão de seu parceiro. Ela se desagradou por Marília ter escrito a canção, especialmente pelo sucesso. Em 2016, em entrevista ao Fantástico, Cristiane disse que mais tarde mudou de ideia e "hoje acho é graça". Porém, ao contrário da letra da música, a tia da cantora perdoou o parceiro e continuou com ele.

## Lançamento e recepção
O primeiro lançamento relacionado a "Infiel" foi um videoclipe liberado ainda em 2015. Apesar de ter sido lançada apenas como videoclipe e sem ser single, foi certificada com disco de diamante triplo pela Pro-Música Brasil.
Os jornalistas Braulio Lorentz e Rodrigo Ortega, por meio do G1, classificaram "Infiel" no primeiro lugar entre as melhores músicas de 2016. Na época, disseram que "a cantora de 21 anos rimou 'infiel' com 'motel' e mostrou que é isso que o povo quer: letras mais diretas e mais sinceras. Um pop mais 'gente como a gente'".
Foi a segunda música brasileira mais tocada nas rádios em 2016.

## Regravações e legado
"Infiel" foi gravada por Marília Mendonça em mais uma ocasião. Além da versão do álbum Marília Mendonça: Ao Vivo, a faixa também foi regravada no álbum Realidade (2017), e disponível exclusivamente em sua versão em DVD. A faixa se tornou um dos maiores sucessos da carreira da cantora.
A música também fez parte da trilha sonora da série Chapa Quente.
Quando Mendonça morreu em 2021, a canção foi cantada por uma série de artistas em homenagem à cantora. Entre elas, um cover voz e violão de Roberta Miranda. Em um show em homenagem à Marília, a dupla Maiara & Maraisa interpretou a música com a cantora Luísa Sonza. A Portela também homenageou Marília com a canção. Por fim, Paula Fernandes também fez uma interpretação da faixa e disse que "eu vivi uma traição, a pior coisa que uma mulher pode passar é ser traída. Ela estava estourada com 'Infiel'. Chegou o momento da Marília me encorajar a escrever aquilo eu estava sentindo. Consegui transformar minha maior dor em música".
"Infiel" também chegou a receber uma execução instrumental pela Sociedade Filarmônica 13 de Junho, de Paratinga, em meados de 2018.

## Desempenho nas tabelas musicais
| Chart          | Maior posição |
| -------------- | ------------- |
| Top 100 Brasil | 2             |

## Vendas e certificações
| País   | Associação de gravadoras | Certificação  | Vendas      |
| ------ | ------------------------ | ------------- | ----------- |
| Brasil | Pro-Música Brasil        | - 5× Diamante | - 1.500.000 |